# Aplodactylidae

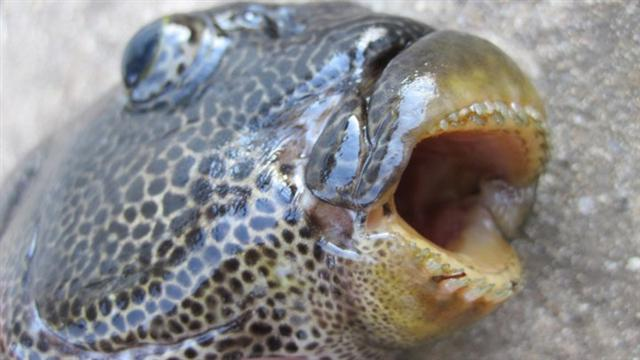
Particolare dei denti di Aplodactylus punctatus

Gli Aplodactylidae sono una famiglia di pesci ossei marini appartenente all'ordine Perciformes. Comprende il solo genere Aplodactylus.

## Distribuzione e habitat
Questa famiglia è presente nelle parti meridionali temperate degli oceani Indiano e Pacifico, in Australia, Nuova Zelanda, Perù e Cile.
Popolano fondali rocciosi costieri, spesso in acque molto basse e in ambienti ad alta energia.

## Descrizione
Questi pesci sono relativamente simili ai Labridae mediterranei del genere Labrus. Hanno corpo relativamente allungato e poco compresso lateralmente. Le pinne dorsali sono due, attaccate, la prima composta di raggi spinosi di lunghezza decrescente. Le pinne pettorali sono ampie. La bocca è fornita di denti vistosi, incisiviformi o appuntiti.
La colorazione è marmorizzata di scuro, da cui il nome comune inglese di marblefish (pesce marmo).
La taglia massima è di 65 cm.

## Biologia
Questi pesci sono quasi esclusivamente erbivori.

## Specie
- Genere Aplodactylus
  - Aplodactylus arctidens
  - Aplodactylus etheridgii
  - Aplodactylus guttatus
  - Aplodactylus lophodon
  - Aplodactylus punctatus
  - Aplodactylus westralis[2]